# Yves Haussener
Yves Haussener (Basileia, 13 de junho de 1998) é um jogador de vôlei de praia suíço.

## Carreira
Por incentivo do pai, ele já havia assimilado os fundamentos de bloqueio e ataque antes mesmo de ingressar no jardim de infância e conheceu Florian Breer em meados de 2010 durante um treino na quadra de vôlei no SC Gym Leonhard, fundado pelo seu pai. E sua família praticamente toda ligada a prática desportista, seu pai Daniel foi ponteiro da seleção nacional, já sua irmã Dominique jogou  na série A pelo Sm'Aesch Pfeffingen, além do seu avó Fredy que foi professor de voleibol na formação professores de ginástica e treinou a equipe feminina da Université Club Volleyball, sagrando-se várias vezes campeão nacional..
Em 2013, formou dupla com Florian Breer para disputarem a edição do Campeonato Europeu Sub-18 sediado em Molodechno, e nesta edição finalizaram na vigésima quinta posição.No ano seguinte disputaram a edição do Mundial Sub-17 em Acapulco e conquistaram a medalha de ouro, já em 2015, estiveram juntos na conquista da medalha de bronze no Campeonato Europeu Sub-18 em Riga e terminaram neste mesmo ano na sétima posição no Campeonato Europeu Sub-20 sediado em Lárnaca.
Em 2015, ao lado de Florian Breer, estreou no circuito mundial de 2016, no Aberto de Puerto Vallarta, e finalizaram na décima sétima colocação; disputaram o Campeonato Mundial Sub-21 de 2016 em Lucerna  e terminaram na quinta colocação, também disputara i Campeonato Mundial Sub-19 de 2016 realizado em Lárnaca e conquistaram a medalha de prata.; além disso, obtiveram a medalha de bronze no Campeonato Europeu Sub-20 de 2016 em Antália..
Juntos estiveram na temporada de 2017, no torneio cinco estrelas de Gstaad e terminaram na nona posição no Mundial Sub-21 em Nanquim; finalizaram na quinta posição na edição do Campeonato Europeu Sub-22 sediado em Baden e medalhistas de prata no Campeonato Europeu Sub-20 em Volcano.No circuito mundial de 2018, obtiveram com os melhores resultados o quarto lugar no torneio uma estrela em Alanya, o terceiro lugar no uma estrela de Ljubljana e o vice-campeonato no uma estrela de Vaduz. Na edição do Campeonato Europeu Sub-22 de 2018 , sediado em Jūrmala, terminaram na quinta posição e no mesmo ano foram medalhistas de bronze no Campeonato Mundial Universitário realizado em Munique.
Nas temporadas de 2018 e 2019, disputaram o circuito alemão. No Circuito Mundial de 2019, também estiveram no torneio uma estrela de Montpellier e terminaram em quarto, depois, deu continuidade com o Quentin Métral e conquistaram o bronze no torneio duas estrelas de Siem Reap. Na temporada seguinte obtiveram o terceiro lugar no torneio uma estrela de Baden, juntos conquistaram em 2021, a medalha de prata no torneio uma estrela de Doha; e no mesmo ano esteve ao lado de Marco Krattiger na edição do Campeonato Europeu de Viena e terminaram na décima sétima posição. Retomou a dupla com Quentin Métral e conquistaram os títulos dos Futures de Madrid e Rhodes. Na edição do Campeonato Europeu de 2022 em Munique, disputaram juntos e repetiram a mesma posição da temporada anterior.
Em 2023, novamente ao lado de Quentin Métral, conquistou o vice-campeonato no Future de Spiez e terminaram na nona posição no Campeonato Europeu em Viena. Em 2024, passa a compor dupla com Julian Friedli e conquistaram o quarto lugar no Future de Cervia e medalhista de ouro no Future de Spiez.

## Títulos e resultados
- Future de Spiez do Circuito Mundial de 2024
- Future de Rhodes do Circuito Mundial de 2022
- Future de Madrid do Circuito Mundial de 2022
- Future de Spiez do Circuito Mundial de 2023
- Torneio 1* de Doha do Circuito Mundial de 2021
- Torneio 1* de Vaduz do Circuito Mundial de 2018
- Torneio 2* de Siem Reap do Circuito Mundial de 2019
- Torneio 1* de Baden do Circuito Mundial de 2020
- Torneio 1* de Ljubljana do Circuito Mundial de 2018
- Future de Cervia do Circuito Mundial de 2024
- Torneio 1* de Montpellier do Circuito Mundial de 2019
- Torneio 1* de Alanya do Circuito Mundial de 2018